# Мерхтем
Мерхтем (на нидерландски: Merchtem) е селище в Централна Белгия, окръг Хале-Вилворде на провинция Фламандски Брабант. Населението му е около 14 800 души (2006).

## Известни личности
Родени в Мерхтем
- Маги Де Блок (р. 1962), политик